# BBC World Service
Всесвітня служба BBC (англ. BBC World Service) — міжнародна телерадіокомпанія, що належить і управляється BBC. Це найбільший у світі мовник з точки зору зони прийому, вибору мов та охоплення аудиторії. Вона транслює радіо новини, виступи та дискусії більш ніж 40 мовами у багатьох частинах світу на аналогових та цифрових короткохвильових платформах, а також через інтернет, подкастинг, супутникове мовлення, DAB, FM та MW ретрансляції. У 2015 році Всесвітня служба охоплювала в середньому 210 мільйонів людей на тиждень (через телебачення, радіо та онлайн). У листопаді 2016 року BBC оголосила, що почне мовлення додатковими мовами, включаючи амхарську та ігбо, що є найбільшим розширенням з 1940-х років.
Всесвітня служба BBC веде вісім регіональних каналів з кількома варіаціями програм, які охоплюють, відповідно, Східну та Південну Африку, Західну та Центральну Африку, Європу та Близький Схід, Америку та Карибський басейн, Східну Азію, Південну Азію, Австралазію та Сполучене Королівство. Існують також два окремі онлайн-потоки, один з яких більш орієнтований на новини, відомий як News Internet. Сервіс мовить 24 години на добу.
Всесвітня служба заявляє, що її мета — бути «найвідомішим і найповажнішим у світі голосом міжнародного мовлення», зберігаючи при цьому «збалансований британський погляд» на міжнародні події. Колишній директор Пітер Хоррокс бачив організацію як таку, що веде «інформаційну війну» м'якої сили проти російських і китайських міжнародних державних ЗМІ, зокрема RT. Як така, BBC була заборонена як у Росії, так і в Китаї, причому в першому випадку — після вторгнення Росії в Україну у 2022 році.

## Історія

### Ранні роки
Служба World Service розпочала своє мовлення під назвою BBC Empire Service у 1932 році на коротких хвилях і була націлена переважно на англомовних жителів Британської імперії. Про це заявив король Георг П'ятий в його першому Королівському Різдвяному зверненні 1932 року: «Чоловіки і жінки розділені снігом, пустелею, або морем, так що голоси їхні можуть долинути тільки повітрям.» Очікування від мовлення спершу були не великі. Генеральний директор BBC, Сер Джон Рейт сказав у першій передачі:
«Не очікуйте багато чого в перші роки; протягом деякого часу ми транслюватимемо порівняно прості передачі, щоб домогтися гарного прийому та зібрати відомості щодо типу матеріалу, придатного для мовлення в кожному регіоні. Програми не будуть ні дуже цікавими, ні дуже гарними».
Цей текст було зачитано вголос п'ять разів, оскільки він передавався в різні частини світу.
3 січня 1938 року з'явилася перша служба іноземною мовою — арабською, 14 березня 1938 року було запущено радіоблоки іспанською в напрямку Латинської Америки і португальською в напрямку Бразилії, 27 вересня — німецькою, французькою та італійською мовами, з 1939-го — турецькою. До кінця 1942 року радіомовлення тривало всіма головними європейськими мовами і деякими азійськими: фарсі (1940), бірманською (1940), хінді (1940), китайською (1941), бенгальською (1941), тамільською (1941), сингальською (1942).

### Друга світова війна
Під час війни BBC продовжувала заявляти про свою незалежність від уряду, але, як зазначив Аса Бріггс, повна картина роботи BBC у воєнний час повинна включати «постійні посилання» на різні пов'язані з урядом агенції. Головним чином, Виконавчий комітет політичної війни, відповідальний за всі трансляції на Європу.
В листопаді 1939 року Empire Service було перейменовано на BBC Overseas Service (Закордонна Служба BBC), а в 1941 році було запущено BBC European Service. Ці мовленнєві служби фінансувалися не з ліцензійних зборів, а дотувалися урядом із бюджету Міністерства закордонних справ, і адміністративно були відомі як External Services of the BBC (Зовнішні Служби BBC).
«Зовнішні Служби BBC» відігравали особливу роль у міжнародному радіомовленні під час Другої світової війни як альтернативне джерело новин для широкого кола слухачів, особливо для тих, що опинилися на окупованих територіях, причому їм часто доводилося слухати радіо потайки. Зовнішня служба транслювала пропаганду на німецькомовній Londoner Rundfunk, особливо проти нацистського правління, яке, як вважалося в перші дні війни, мало принаймні слабку підтримку. Французька служба Radio Londres також надсилала закодовані повідомлення французькому Опору. Джордж Орвелл під час Другої світової війни, працюючи на BBC, створював багато новин на Східній службі. Бельгійський уряд у вигнанні вів мовлення на Radio Belgique. До кінця 1940-х років було розширено аудиторію: радіопередачі стали вестися урду та індонезійською (з 1949), в'єтнамською (з 1952).

### Холодна війна
Угорське повстання 1956 року мало величезні наслідки для міжнародного радіомовлення, оскільки воно було пов'язане із зовнішньою політикою Заходу під час холодної війни. Західні радіостанції (особливо Радіо Свобода) розпалювали сподівання на підтримку, від якої вже відмовився президент Ейзенхауер. BBC, на відміну від інших мовників, не втратила довіри до себе під час кризи. Вона проявила чутливість і діяла як власний цензор, коли дипломатія могла опинитися під загрозою в іншому випадку.
Різким контрастом було висвітлення BBC Суецької кризи того ж року. Хоча британський уряд намагався цензурувати BBC, вона продовжувала неупереджено висвітлювати події як для внутрішньої, так і для всієї іноземної аудиторії. Конфлікт змусив уряд серйозно замислитися над тим, щоб взяти під контроль службу, коли тодішній прем'єр-міністр Ентоні Іден хотів гарантувати, що лише урядова лінія — що британці та французи вторглися до Єгипту лише заради збереження миру і тому, що його президент Насер порушував міжнародне право — буде доноситися до внутрішньої (та міжнародної) аудиторії.
До кінця 1940-х років кількість мов мовлення розширилася, а прийом покращився після відкриття ретрансляції в Малайї та станції в Лімасолі на Кіпрі в 1957 році. У 1957 році було припинено або скорочено низку іншомовних служб.
У 1962 році Міністерство закордонних справ стверджувало, що філософія «Голосу Америки», яку представив йому тодішній директор Генрі Луміс, — не вести мовлення на повністю розвинені країни-союзники їхніми мовами — має бути прийнята BBC. Небажання BBC відмовитися від цих послуг також було передбачуваним.
У другій половині 1950-х — 1960-х рр. BBC припинила мовлення низки радіоблоків мовами капіталістичних розвинених країн: 10 серпня 1957 року — норвезькою та португальською, 30 серпня — нідерландською та данською, 4 березня 1961 року — шведською, 28 жовтня 1968 року — івритом. (Мовлення ісландською було припинено ще 26 червня 1944 року). Натомість було розпочато мовлення мовами країн Африки та Азії: 13 березня 1957 року — хауса, 18 липня — сомалійською, 27 червня — суахілі, 20 червня 1960 року — французькою в напрямку Африки, 7 червня 1969 року — непальською.
1 травня 1965 року служба отримала свою поточну назву BBC World Service, територія мовлення збільшилася з відкриттям ретранслятора на Острові Вознесіння 1966 року (покращилося мовлення на Африку), пізніше запустили передавач на Острові Масіра.
У серпні 1985 року служба вперше вийшла з ефіру, коли робітники оголосили страйк на знак протесту проти рішення британського уряду заборонити показ документального фільму з інтерв'ю з Мартіном МакГіннесом із Шинн Фейн.

### 21 століття
25 жовтня 2005 року BBC оголосила, що мовлення болгарською, хорватською, чеською, грецькою, угорською, казахською, польською, словацькою, словенською та тайською мовами буде припинено до березня 2006 року, щоб профінансувати запуск у 2007 році телевізійних служб новин арабською та перською мовами. Крім того, румунське мовлення припинилося 1 серпня 2008 року. У 2007 році остання FM-трансляція «BBC Росія» була припинена за розпорядженням російського уряду. Ця подія розглядалася в контексті критики російського уряду за обмеження свободи ЗМІ напередодні президентських виборів 2008 року. «Репортери без кордонів» засудили цей крок як цензуру.
У 2011 році диктор і продюсер киргизької служби BBC Арслан Койчієв подав у відставку після викриттів і заяв про причетність до киргизької революції у квітні 2010 року.
У жовтні 2010 року уряд Великої Британії оголосив, що до 2017 року скорочує фінансування служби на 16 %, а її капітальне фінансування — на 52 %. Фінансування з боку Міністерства закордонних справ та у справах Співдружності припинилося у квітні 2014 року; фінансування відбуватиметься переважно за рахунок ліцензійних зборів на телебачення. З 2010 року служба почала трансформуватися з переважно радіостанції в мультимедійну. У рамках скорочення бюджету на 16 % було ліквідовано 650 робочих місць.
У січні 2011 року було оголошено про закриття албанської, македонської та сербської служб, а також англійської для Карибського басейну та португальської для Африки. Британський уряд оголосив, що три балканські країни мають широкий доступ до міжнародної інформації, тому мовлення місцевими мовами стало непотрібним.. Російська, українська, китайська, турецька, в'єтнамська та іспанська служби для Куби припинили радіомовлення, а служби гінді, індонезійська, киргизька, непальська, суахілі, кіньяруанда і кірунді припинили передачу на коротких хвилях.
У 2012 році лондонські співробітники переїхали з Буш-хаусу до Бродкастинг-хаусу, де вони розмістилися разом з іншими відділами новин BBC. Близько 35 % з 1 518 штатних співробітників в еквіваленті повної зайнятості в 2014 році працювали за кордоном у 115 місцях. З 2014 року служба стала частиною World Service Group під керівництвом директора BBC News and Current Affairs.
З 2016 року в рамках розширення Всесвітньої служби було найнято 1100 додаткових співробітників, що становить приблизно 70 % збільшення, яке фінансується Міністерством закордонних справ, Співдружності та розвитку, яке виділяє 254 млн фунтів стерлінгів на рік протягом п'яти років, що частково скасовує рішення уряду про те, що з 2014 року плата за телевізійну ліцензію фінансуватиме службу. Це було найбільшим розширенням служби з часів Другої світової війни.
У 2022 році в Лондоні було створено новий підрозділ з питань Китаю, який уряд описав як «зосереджений на висвітленні викликів і реалій, з якими наразі стикається Китай та його боротьба за глобальний вплив».

## Мови

2008–2019

2019–2022

У цій таблиці перераховані різні мовні служби Всесвітньої служби BBC із зазначенням дат запуску та закриття, якщо вони відомі/застосовні.

### Чинне мовлення

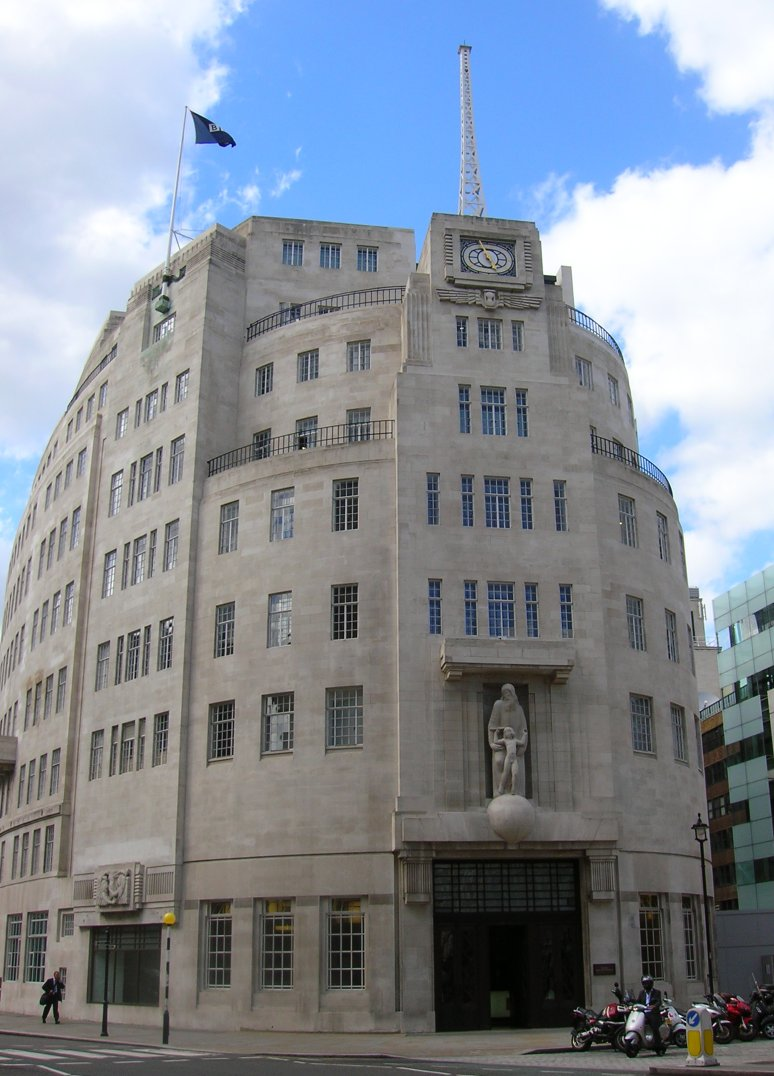
Головний офіс більшості радіостанцій, Ріджент-стріт, Лондон

| Мова                      | Початок                                                      | Кінець                        | Сайт/примітки     | Радіо | ТБ  | Онлайн |
| ------------------------- | ------------------------------------------------------------ | ----------------------------- | ----------------- | ----- | --- | ------ |
| Оромо                     | 18 вересня 2017                                              |                               | BBC Afaan Oromoo  | Так   |     | Так    |
| Амхарська                 | 18 вересня 2017                                              |                               | BBC Amharic       | Так   |     | Так    |
| Арабська                  | 3 січня 1938                                                 | 27 січня 2023 (радіо)         | BBC Arabic        | Ні    | Так | Так    |
| Азербайджанська           | 30 листопада 1994                                            |                               | BBC Azeri         | Так   |     | Так    |
| Бенгальська               | 11 жовтня 1941                                               |                               | BBC Bangla        | Ні    |     | Так    |
| Бірманська                | 2 вересня 1940                                               |                               | BBC Burmese       | Так   |     | Так    |
| Кантонська                | 5 травня 1941                                                |                               | BBC Chinese       |       |     | Так    |
| Мандаринська              | 19 травня 1941                                               |                               | BBC Chinese       |       |     | Так    |
| Англійська                | 25 грудня 1936                                               |                               | BBC World Service | Так   | Так | Так    |
| Африканська французька    | 20 червня 1960                                               |                               | BBC French        | Так   |     | Так    |
| Гуджараті                 | 1 березня 1942 2 жовтня 2017                                 | 3 вересня 1944                | BBC Gujarati      |       |     | Так    |
| Хауса                     | 13 березня 1957                                              |                               | BBC Hausa         | Так   |     | Так    |
| Гінді                     | 11 травня 1940                                               |                               | BBC Hindi         | Ні    | Так | Так    |
| Ігбо                      | 19 лютого 2018                                               |                               | BBC Igbo          |       |     |        |
| Індонезійська             | 30 жовтня 1949                                               |                               | BBC Indonesian    | Ні    |     | Так    |
| Японська                  | 4 липня 1943 17 жовтня 2015 (перезапуск)                     | 31 березня 1991               | BBC Japanese      | Так   | Так | Так    |
| Руандійська та Кірунді    | 8 вересня 1994                                               |                               | BBC Gahuza        | Так   |     | Так    |
| Корейська                 | 26 вересня 2017                                              |                               | BBC Korean        | Так   |     | Так    |
| Киргизька                 | 1 квітня 1995                                                |                               | BBC Kyrgyz        | Ні    |     | Так    |
| Маратхі                   | 1 березня 1942 31 грудня 1944 2 жовтня 2017                  | 3 вересня 1944 25 грудня 1958 | BBC Marathi       |       |     | Так    |
| Непальська                | 7 червня 1969                                                |                               | BBC Nepali        | Так   |     | Так    |
| Нігерійський піджин       | 21 серпня 2017                                               |                               | BBC Pidgin        | Так   |     |        |
| Пушту                     | 15 серпня 1981                                               |                               | BBC Pashto        | Так   |     | Так    |
| Перська                   | 28 грудня 1940                                               |                               | BBC Persian       | Ні    | Так | Так    |
| Бразильська португальська | 14 березня 1938                                              |                               | BBC Brasil        | Так   |     | Так    |
| Пенджабі                  | 2 жовтня 2017                                                |                               | BBC Punjabi       | Так   | Так | Так    |
| Російська                 | 7 жовтня 1942 24 березня 1946                                |                               | BBC Russian       |       | Так | Так    |
| Сербська                  | 29 вересня 1991 26 березня 2018                              | 25 лютого 2011                | BBC Serbian       | Так   |     | Так    |
| Сінхала                   | 10 березня 1942 11 березня 1990                              |                               | BBC Sinhala       | Ні    |     | Так    |
| Сомалійська               | 18 липня 1957                                                |                               | BBC Somali        | Так   |     | Так    |
| Іспанська мова в Америках | 14 березня 1938                                              |                               | BBC Mundo         |       |     | Так    |
| Суахілі                   | 27 червня 1957                                               |                               | BBC Swahili       | Так   |     | Так    |
| Тамільська                | 3 травня 1941                                                |                               | BBC Tamil         | Ні    |     | Так    |
| Телугу                    | 2 жовтня 2017                                                |                               | BBC Telugu        |       |     | Так    |
| Тайська                   | 27 квітня 1941 3 червня 1962 10 липня 2014 16 листопада 2016 | 5 березня 1960 13 січня 2006  | BBC Thai          | Так   |     | Так    |
| Тигринья                  | 18 вересня 2017                                              |                               | BBC Tigrinya      | Так   |     | Так    |
| Турецька                  | 20 листопада 1939                                            |                               | BBC Turkish       | Так   |     | Так    |
| Українська                | 1 червня 1992                                                |                               | BBC Ukrainian     | Так   |     | Так    |
| Урду                      | 3 квітня 1949                                                |                               | BBC Urdu          | Ні    |     | Так    |
| Узбецька                  | 30 листопада 1994                                            |                               | BBC Uzbek         | Ні    |     | Так    |
| В'єтнамська               | 6 лютого 1952                                                | 26 березня 2011 (радіо)       | BBC Vietnamese    | Ні    |     | Так    |
| Йоруба                    | 19 лютого 2018                                               |                               | BBC Yoruba        |       |     | Так    |

### Закрите мовлення
| Мова                                      | Початок                          | Кінець                       | Сайт/примітки                     | Радіо | ТВ | Онлайн |
| ----------------------------------------- | -------------------------------- | ---------------------------- | --------------------------------- | ----- | -- | ------ |
| Африкаанс                                 | 14 травень 1939                  | 8 вересня 1957               |                                   | Так   |    |        |
| Албанська                                 | 12 листопада 1940 20 лютого 1993 | 20 січня 1967 28 лютого 2011 | BBC Albanian Archive              | Так   |    |        |
| Бельгійська французька та фламандська     | 28 вересня 1940                  | 30 березня 1952              |                                   | Так   |    |        |
| Болгарська                                | 7 лютого 1940                    | 23 грудня 2005               | BBC Bulgarian Archive             | Так   |    | Так    |
| Хорватська                                | 29 вересня 1991                  | 31 січня 2006                | BBC Croatian Archive              | Так   |    | Так    |
| Хоккен                                    | 1 жовтня 1942                    | 7 лютого 1948                |                                   |       |    |        |
| Чеська                                    | 31 грудня 1939                   | 28 лютого 2006               | BBC Czech Archive                 | Так   |    | Так    |
| Данська                                   | 9 квітня 1940                    | 10 серпня 1957               |                                   | Так   |    |        |
| Нідерландська                             | 11 квітня 1940                   | 10 серпня 1957               |                                   | Так   |    |        |
| Нідерландська для Індонезії               | 28 серпня 1944 25 травня 1946    | 2 квітня 1945 13 травня 1951 |                                   | Так   |    |        |
| Карибська англійська                      | 25 грудня 1976                   | 25 березня 2011              | BBC Caribbean Archive             | Так   |    | Так    |
| Фінська                                   | 18 березня 1940                  | 31 грудня 1997               | BBC Finnish archived              | Так   |    |        |
| Канадська французька                      | 2 листопада 1942                 | 8 травня 1980                |                                   | Так   |    |        |
| Французька                                | 27 вересня 1938                  | 31 березня 1995              |                                   | Так   |    |        |
| Французька мова для Південно-Східної Азії | 28 серпня 1944                   | 3 квітня 1955                |                                   | Так   |    |        |
| Німецька                                  | 27 вересня 1938                  | 26 березня 1999              | BBC German archived               | Так   |    |        |
| Австрійська німецька                      | 29 березня 1943                  | 15 вересня 1957              |                                   | Так   |    |        |
| Грецька                                   | 30 вересня 1939                  | 31 грудня 2005               | BBC Greek Archive                 | Так   |    | Так    |
| Кіпрська грецька                          | 16 вересня 1940                  | 3 червня 1951                |                                   | Так   |    |        |
| Іврит                                     | 30 жовтня 1949                   | 28 жовтня 1968               |                                   | Так   |    |        |
| Угорська                                  | 5 вересня 1939                   | 31 грудня 2005               | BBC Hungarian Archive             | Так   |    | Так    |
| Ісландська                                | 1 грудня 1940                    | 26 червня 1944               |                                   | Так   |    |        |
| Італійська                                | 27 вересня 1938                  | 31 грудня 1981               |                                   | Так   |    |        |
| Казахська                                 | 1 квітня 1995                    | 16 грудня 2005               | BBC Kazakh Archive                | Так   |    | Так    |
| Люксембурзька                             | 29 травня 1943                   | 30 травня 1952               |                                   | Так   |    |        |
| Македонська                               | 6 січня 1996                     | 4 березня 2011               | BBC Macedonian Archive            | Так   |    |        |
| Малайська                                 | 2 травня 1941                    | 31 березня 1991              |                                   | Так   |    |        |
| Мальтійська                               | 10 серпня 1940                   | 31 грудня 1981               |                                   | Так   |    |        |
| Норвезька                                 | 9 квітня 1940                    | 10 серпня 1957               |                                   | Так   |    |        |
| Польська                                  | 7 вересня 1939                   | 23 грудня 2005               | BBC Polish Archive                | Так   |    | Так    |
| Португальська для Африки                  | 4 червня 1939                    | 25 лютого 2011               | BBC Portuguese for Africa Archive | Так   |    | Так    |
| Португальська                             | 4 червня 1939                    | 10 серпня 1957               |                                   | Так   |    |        |
| Румунська                                 | 15 вересня 1939                  | 1 серпня 2008                | BBC Romanian Archive              | Так   |    | Так    |
| Словацька                                 | 31 грудня 1941                   | 31 грудня 2005               | BBC Slovak Archive                | Так   |    | Так    |
| Словенська                                | 22 квітня 1941                   | 23 грудня 2005               | BBC Slovene Archive               | Так   |    | Так    |
| Шведська                                  | 12 лютого 1940                   | 4 березня 1961               |                                   | Так   |    |        |
| Патагонська валлійська                    | 1945                             | 1946                         |                                   | Так   |    |        |
| Сербохорватська                           | 15 вересня 1939                  | 28 вересня 1991              |                                   | Так   |    |        |

## Організація та аудиторія
BBC World Service наразі мовить з Радіотелевізійного центру в Лондоні, який також є штабом корпорації. Сама служба розташована в нових корпусах будівлі, де знаходяться радіо- і телевізійні студії для використання кількома мовними службами.

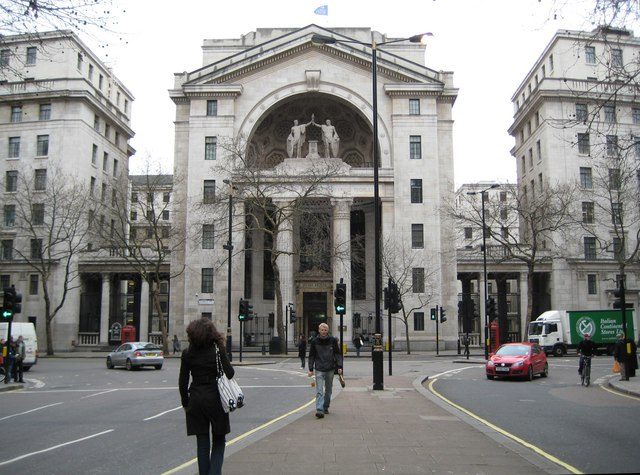
Буш-хаус, був «домівкою» World Service з 1941 до 2012 року.

Спочатку служба перебувала в тому ж Broadcasting House. Однак, після вибуху парашутної бомби поблизу будівлі 8 грудня 1940 року служба переїхала. «Overseas service» розташувалося на Оксфорд-стріт, в той час як «European service» — в Буш-хаус, до якого 1958 року перемістився також і «Overseas service». Буш-хаус відтоді став «будинком Бі-бі-сі», з цієї причини глобальну популярність здобула і сама будівля. Пізніше, у 2012 році World Service переїхала назад у Broadcasting House.
BBC World Service в даний час мовить англійською (цілодобово) і 27 іншими мовами. Новини та інформація доступні всіма цими мовами на сайті BBC. Англійською та 18 іншими мовами мовлення передається «традиційним» радіо, тобто на коротких хвилях або в діапазонах AM і FM. Ці програми також доступні для прослуховування через Інтернет наживо або в записі — зазвичай вони доступні протягом семи днів після виходу в ефір. 16 мовами є відеорепортажі. Двома мовами ведуть мовлення телевізійні канали — арабською та перською.
Традиційно BBC World Service покладалося на короткохвильові радіопередачі через їхню властивість поширюватися на велику відстань. З цією метою Бі-бі-сі мала цілу мережу короткохвильових ретрансляторів по всьому світу, головним чином у колишніх британських колоніях.
На додаток до радіомовлення BBC World Service також веде проект BBC Learning English — це програма для допомоги слухачам у вивченні англійської мови.
До 2014 року World Service фінансувалося грантами Міністерства закордонних справ Уряду Її Величності, однак із 1 квітня 2014 року почало фінансуватися з податкових надходжень (з обов'язкових внесків за телебачення, які сплачують домогосподарства в Сполученому Королівстві, що використовують телевізор для перегляду телепередач).
World Service — патрон британської Радіоакадемії.
У червні 2009 року аудиторія BBC World Service становила близько 188 мільйонів осіб на тиждень.
У 2021 аудиторія BBC World Service становила вже близько 465 мільйонів осіб на тиждень Це було збільшення на 18 мільйонів, або 4 %, порівняно з 2020 роком.

### Виноски
1. ↑  Транскрибовано із запису на DVD, присвяченому 75-річчю Всесвітньої служби; повний уривок транслювався як частина програми відкриття - Глобальні дебати Рейта - 75-го ювілейного сезону "Свободи слова".